# Egle ciliata
Egle ciliata är en tvåvingeart som först beskrevs av Walker 1849.  Egle ciliata ingår i släktet Egle och familjen blomsterflugor. Arten är reproducerande i Sverige. Inga underarter finns listade i Catalogue of Life.